# Felipe Neri
Felipe Neri är en ort i Mexiko.   Den ligger i kommunen Tlalnepantla och delstaten Morelos, i den sydöstra delen av landet, 50 km söder om huvudstaden Mexico City. Felipe Neri ligger 2 555 meter över havet och antalet invånare är 1 338.
Terrängen runt Felipe Neri är huvudsakligen kuperad, men västerut är den bergig. Terrängen runt Felipe Neri sluttar söderut. Runt Felipe Neri är det ganska tätbefolkat, med 144 invånare per kvadratkilometer. Närmaste större samhälle är Milpa Alta, 18,9 km norr om Felipe Neri. Trakten runt Felipe Neri består till största delen av jordbruksmark.